# Hangerer
Der Hangerer ist ein 3020 m ü. A. hoher Berg in den Ötztaler Alpen im österreichischen Nordtirol. Er kann trotz seiner Höhe von über 3000 Metern von Obergurgl aus recht schnell und einfach bestiegen werden und gilt als beliebter Aussichtsberg.

## Bilder

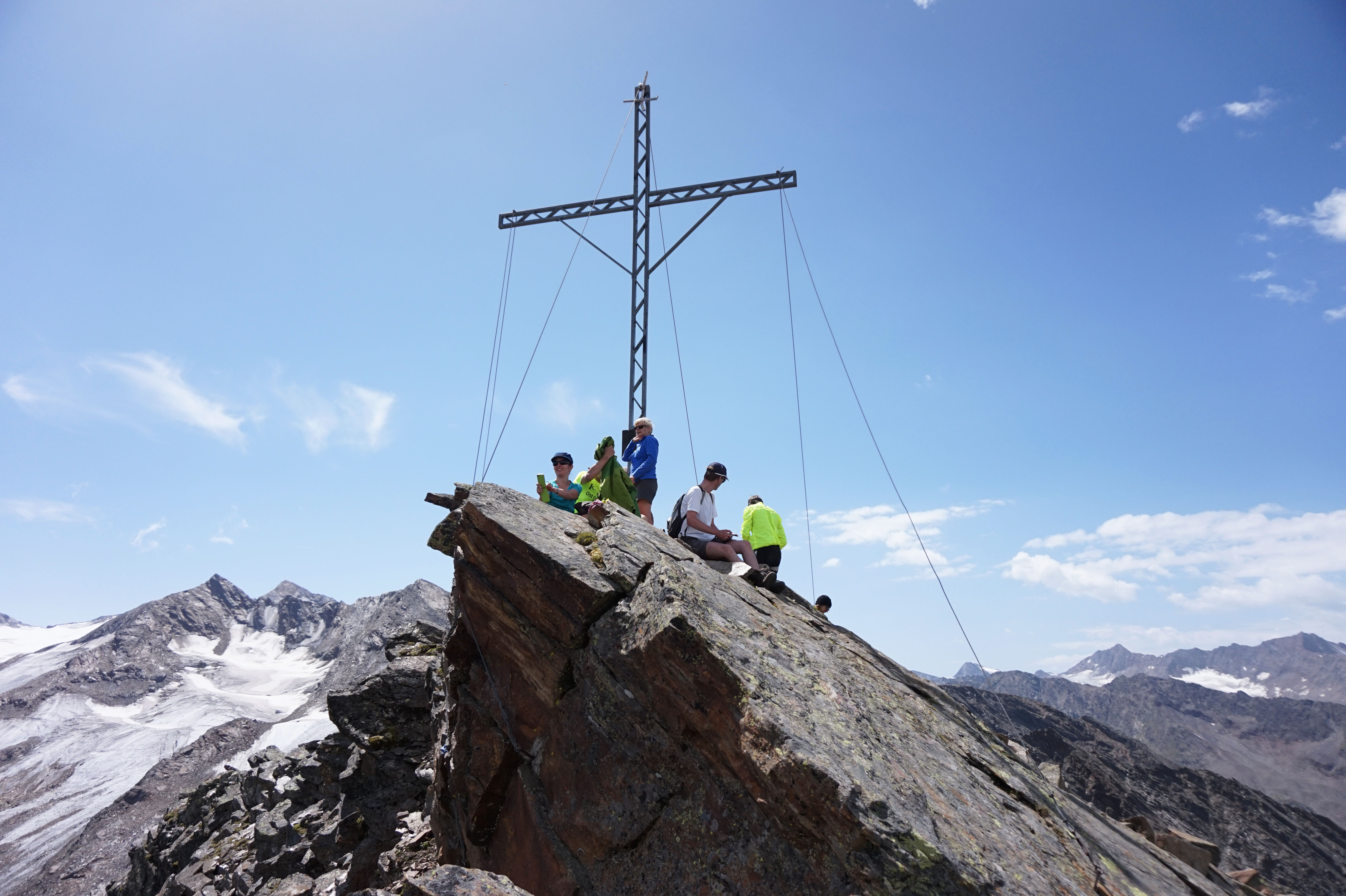
Gipfelkreuz des Hangerer